# Campionati del mondo di winter triathlon del 2000
I Campionati del mondo di winter triathlon del 2000 (IV edizione) si sono tenuti a Jaca in Spagna, in data 4 marzo 2000.
Tra gli uomini ha vinto il francese Nicolas Lebrun. Tra le donne ha trionfato la svizzera Karin Moebes.

## Risultati

### Élite uomini
| Pos. | Nome                            | Paese         | Corsa    | Bici     | Sci      | Totale   |
| ---- | ------------------------------- | ------------- | -------- | -------- | -------- | -------- |
|      | Nicolas Lebrun                  | Francia       | 00:32:31 | 01:14:01 | 00:29:26 | 02:15:58 |
|      | Christoph Mauch                 | Svizzera      | 00:33:16 | 01:16:24 | 00:28:45 | 02:18:25 |
|      | Juan Carlos Apilluelo Fernandez | Spagna        | 00:32:31 | 01:16:38 | 00:30:06 | 02:19:15 |
| 4    | Marc Ruhe                       | Liechtenstein | 00:32:32 | 01:17:47 | 00:30:22 | 02:20:41 |
| 5    | Paolo Riva                      | Italia        | 00:35:17 | 01:18:54 | 00:27:45 | 02:21:56 |
| 6    | Patxi Vila Errandonea           | Spagna        | 00:35:59 | 01:14:06 | 00:32:28 | 02:22:33 |
| 7    | Iwan Schuwey                    | Svizzera      | 00:34:28 | 01:19:49 | 00:28:17 | 02:22:34 |
| 8    | Eric Pinna                      | Francia       | 00:33:28 | 01:18:56 | 00:30:40 | 02:23:04 |
| 9    | Alessandro De Gasperi           | Italia        | 00:34:57 | 01:19:01 | 00:29:54 | 02:23:52 |
| 10   | Jean Claude Carrere             | Francia       | 00:33:59 | 01:20:03 | 00:29:53 | 02:23:55 |

### Élite donne
| Pos. | Atleta                      | Paese       | Corsa    | Bici     | Sci      | Totale   |
| ---- | --------------------------- | ----------- | -------- | -------- | -------- | -------- |
|      | Karin Möbes                 | Svizzera    | 00:43:28 | 01:24:36 | 00:38:03 | 02:46:07 |
|      | Gabi Pauli                  | Germania    | 00:41:31 | 01:32:56 | 00:32:41 | 02:47:06 |
|      | Sigrid Mutscheller          | Germania    | 00:40:19 | 01:35:55 | 00:33:08 | 02:49:24 |
| 4    | Marianne Vlasveld           | Paesi Bassi | 00:39:23 | 01:40:32 | 00:32:10 | 02:52:05 |
| 5    | Ulrike Blank                | Germania    | 00:40:48 | 01:36:05 | 00:35:35 | 02:52:28 |
| 6    | Ana Casares Polo            | Spagna      | 00:39:29 | 01:41:01 | 00:41:10 | 03:01:40 |
| 7    | Karin Klaver                | Paesi Bassi | 00:45:10 | 01:40:48 | 00:36:01 | 03:01:59 |
| 8    | Karin Alice Blimhuber       | Germania    | 00:45:16 | 01:43:21 | 00:33:46 | 03:02:23 |
| 9    | Inmaculada Pereiro Gonzalez | Spagna      | 00:40:28 | 01:40:44 | 00:41:16 | 03:02:28 |
| 10   | Marianne Bruun              | Norvegia    | 00:44:22 | 01:43:02 | 00:36:59 | 03:04:23 |

## Medagliere
| Pos. | Paese    | Oro | Argento | Bronzo |   |
| ---- | -------- | --- | ------- | ------ | - |
| 1    | Svizzera | 1   | 1       | 0      | 2 |
| 2    | Francia  | 1   | 0       | 0      | 1 |
| 3    | Germania | 0   | 1       | 1      | 2 |
| 4    | Spagna   | 0   | 0       | 1      | 1 |